# (60621) 2000 FE8
(60621) 2000 FE8, também escrito como (60621) 2000 FE8, é um objeto transnetuniano que está localizado no disco disperso, uma região do Sistema Solar. Este objeto está em uma ressonância orbital de 2:5 com o planeta Netuno. O mesmo possui uma magnitude absoluta de 6,9 e, tem cerca de 146 km de diâmetro. Sabe-se que têm uma única lua, S/2007 (60621) 1.

## Órbita
(60621) 2000 FE8 tem uma órbita extremamente excêntrica que atravessa os caminhos de muitos outros objetos transnetunianos, incluindo quase todos os planetas anões e candidatos a planetas anões. Como resultado, os seus suplentes tem uma posição entre o Cinturão de Kuiper e o disco disperso. O mesmo tem um semieixo maior de 55,44063 UA. O seu periélio leva o mesmo a 33,00807 UA do Sol e seu afélio a uma distância de 77,88399 UA.

### Ressonância com Netuno
(60621) 2000 FE8 faz parte de um grupo de objetos transnetunianos que orbitam em uma ressonância de 02:05 com Netuno. Isso significa que para cada cinco órbitas que Netuno é concluído de 2000 FE 8 faz apenas dois. Vários outros objetos estão na mesma ressonância orbital, o maior dos quais é (84522) 2002 TC302.

## Satélite
Como muitos objetos do Cinturão de Kuiper e do disco disperso (60621) 2000 FE8 tem um satélite natural. Esta lua, S/2007 (60621) 1, foi descoberto pelo Telescópio Espacial Hubble, sete anos após (60621) 2000 FE8 ser descoberto. A órbita da lua está a 1.180 quilômetros de distância de (60621) 2000 FE8, completando uma órbita a cada semana. Acredita-se que ele tenha 115 km de diâmetro, cerca de 75,7% do diâmetro de (60621) 2000 FE8. A partir da superfície de (60621) 2000 FE8, S/2007 (60621) 1 teria um diâmetro aparente de cerca de 6°, doze vezes maior do que o Sol aparece a partir da Terra.